# 蕭偉強
蕭偉強，GBS，JP（1956年12月24日—），前香港勞工及福利局局長。

## 簡歷
蕭偉強小學就讀旅港開平商會學校下午校，是該校1968年第二屆畢業生，後來更成為該校舊生會創會主席。1968至1975年就讀九龍華仁書院。1978年於香港大學文學院學士畢業，主修中文及中史。其後於香港大學碩士畢業，主修公共行政學。大學時熱衷於戲劇，曾參與 University Players' Club、香港大學劇社、以及香港話劇團多個大型演出。亦曾投入當時認中關社的學運風潮，參與籌劃現代思潮學會、香港周、中國周、現代中國探討的活動。
蕭偉強於1978年加入香港政府任職行政主任，並於2010年晉升至高級首席行政主任。其曾任職的決策局及部門包括前音樂事務統籌處、中區市政處、油麻地政務處、公務員考試組、土地註冊處、前市政總署、公務員事務局以及律政司。他由2008年2月開始出任勞工及福利局康復專員，主要負責協調香港整體殘疾人士的康復政策與措施。
2014年7月，他獲委任為勞工及福利局副局長，於8月15日正式上任。
因為張建宗轉任政務司司長，他於2017年1月16日起署任局長職務，同年2月13日，國務院正式任命蕭偉強為勞工及福利局局長。
2019年6月12日，蕭偉強聯同前運輸及房屋局副局長邱誠武及另外5位前政治助理，聯署要求政府撤回逃犯條例。其後更聯同學界、宗教界、以及不同界別的專業人士多次發出聯署聲明，懇請政府盡快成立獨立調查委員會，公平公正地全面調查及檢討整個修例事件，查找真相，創造理性對話空間，紓解對立分化，促進社會復和，汲取教訓，採取實際改善行動，讓香港可以從新出發。2019年9月區議會選舉前，與百多位各界人士聯署促請政府致力維護選舉制度，確保區議會選舉可如期公平公正地舉行，顯民意，保民心。
退休後，他在多個非政府機構參與義務工作，如香港社會服務聯會、香港基督教服務處、扶康會、創業軒、鄰舍輔導會、匡智會、CareER、香港耀能協會、香港復康聯盟、香港復康會等。

## 資料來源
1. ↑  . 香港特別行政區政府.   [2017-04-01]. （原始内容存档于2017-04-02）.
2. ↑  . 華僑日報. 1968-11-16: 15  [2022-03-05]. （原始内容存档于2022-03-05）.
3. ↑  . 旅港開平商會學校校友會.   [2020-04-23]. （原始内容存档于2023-04-13）.
4. ↑  . 旅港開平商會學校校友會.   [2020-04-23]. （原始内容存档于2023-04-13）.
5. ↑  . 香港電台. 2017年1月16日.（繁體中文）
6. ↑  . www.info.gov.hk.   [2017-02-14]. （原始内容存档于2017-02-14）.
7. ↑  . 星島日報. 2019年6月12日.（繁體中文）

## 外部連結
- 蕭偉強任勞福局副局長 （页面存档备份，存于），香港政府新聞網，2014年7月31日
- 副局長委出 （页面存档备份，存于），香港政府新聞公報，2014年7月31日

| 政府职务      | 政府职务                                        | 政府职务      |
| ------------- | ----------------------------------------------- | ------------- |
| 前任： 張建宗 | 勞工及福利局局長 2017年2月13日至2017年6月30日   | 繼任： 羅致光 |
| 首任          | 勞工及福利局副局長 2014年8月15日至2017年2月13日 | 繼任： 徐英偉 |